# MBB/Kawasaki BK 117
MBB/Kawasaki BK117 je dvomotorni večnamenski helikopter, ki sta ga skupaj razvila japonski Kawasaki (KHI) in nemški Messerschmitt-Bölkow-Blohm - MBB. MBB se je pozneje združil v Eurocopter, le-ta pa se je pozneje preimenoval v Airbus Helicopters. BK117 se uporablja za prevoz potnikov, tovora, za medicinske lete, za iskanje in reševanje, policijsko delo in tudi kot leteči žerjav.
Skupno so do leta 2004 zgradili 443 helikopterjev. Na osnovi BK117 so razvili njegovega naslednika Eurocopter EC 145.

## Specifikacije (BK117 B-2)
Podatki iz Jane's All The World's Aircraft 1993-94
Splošne značilnosti
- Posadka: 1
- Število sedežev: do 10 potnikov
- Dolžina: 9,91 m (32 ft 6 in) (dolžina trupa)
- Višina: 3,85 m (12 ft 8 in) (z rotorji)
- Teža praznega letala: 1.727 kg (3.807 lb)
- Maks. vzletna teža: 3.350 kg (7.385 lb)
- Kapaciteta goriva: 697 litrov
- Pogon letala: 2 × Textron Lycoming LTS 101-750B-1 turbogredni motor, 442 kW (593 hp) vsak
- Premer glavnega rotorja:  1.100 m (3.608 ft 11 in)
- Površina glavnega rotorja: 9.503 m2 (102.290 sq ft)

Zmogljivost
- Maks. hitrost: 250 km/h (155 mph; 135 kn) na nivoju morja
- Neprekoračljiva hitrost: 278 km/h (173 mph; 150 kn)
- Doseg: 541 km (336 mi; 292 nmi)
- Višina leta: 4.575 m (15.010 ft) (največja certificirana višina)
- Višina lebdenja: 3565 m (11700 ft)
- Hitrost vzpenjanja: 11,00 m/s (2.165 ft/min)